# Channa aristonei
Channa aristonei — вид лабіринтових риб родини змієголових (Channidae). Описаний у 2020 році.

## Назва
Вид названо на честь індійського іхтіолога Aristone M. Ryndongsngi, за його допомогу у відкритті цього виду.

## Поширення та екологія
Ендемік Індії. Відомий лише у типовому місцезнаходженні на околицях села Піранг в окрузі Східні Гори Кхасі у штаті Мегхалая на сході країни. Місце проживання — прозорий повільний гірський потік з кам'янистим дном. Єдина водна рослинність — Eriocaulon sp.. На момент віідкриття виду температура води становила 18,8 °С. У цьому середовищі існування виявлені також риби Channa lipor, Danio meghalayensis і Tor sp.

## Опис
Рибка завдовжки до 13,6 см. Вид зовні нагадує Channa pardalis та Channa bipuli за зовнішнім виглядом, але його можна відрізнити тим, що він має коричневі та темно-бордово-червоні, округлі, довгасті або конюшиноподібні плями на голові та боках тіла (проти чітко окреслених, чорних або коричневих, округлих та довгастих плям), менше додорсальних лусок (7 проти 8–9), більше променів хвостового плавника (15 проти 13) та більше хребців (49 проти 45).